# Philippe Avron
Pour les articles homonymes, voir Avron.
Philippe Avron, né le 18 septembre 1928 au Croisic (Loire-Inférieure) et mort le 31 juillet 2010 à Suresnes, est un acteur français.

## Biographie
Né dans une famille de marins, Philippe Avron a vécu son enfance en bourlinguant entre Le Croisic, Concarneau, Le Havre, Bordeaux… et Saint-Malo, où il fut scout.

### Éducateur et écrivain pour la jeunesse
Après avoir passé une licence en droit et un certificat de psychologie de l'adolescence, il devient éducateur dans un centre de rééducation pour enfants caractériels.
Durant ses loisirs, il se met à l'écriture. Sa période de scoutisme et le terrible incendie en forêt des Landes auquel il avait assisté au cours d'une sortie, lui inspirent un roman, Patrouille ardente. Il écrit aussi Le Coup d'envoi, pour exprimer, dira-t-il, les contacts qu'il avait eus, « au titre de la liberté surveillée, dans les quartiers les plus pouilleux de Bordeaux, avec des adolescents désaxés, des cas sociaux, des bandes… » et La Fringante, un roman inspiré par sa jeunesse passée en bord de mer.

### Homme de théâtre
Il se tourne aussi vers le théâtre en cherchant « des méthodes psychomotrices nouvelles », pour sa profession d'éducateur. Il entre alors en contact avec Jacques Lecoq, un acteur qui arrive du Piccolo Teatro de Milan et veut créer sa propre école de comédiens. Philippe Avron devient son élève ; par la suite il a toujours témoigné pour lui d'une grande admiration et a plus tard enseigné dans son école. Rapidement, le talent de Philippe Avron est repéré et on le voit apparaître de plus en plus souvent sur la scène.
Découvrant le théâtre à Avignon en assistant à une représentation d'Antigone de Sophocle, montée par Jean Vilar, il rejoint ce dernier et, entre 1960 et 1964, joue au TNP dans des pièces de Carlo Goldoni, de Lope de Vega, de Molière

« Mon plus beau souvenir de cette époque est celui du festival d'Avignon où nous jouions Les Rustres, de nuit, en plein air… La fête, l'extraordinaire cortège vénitien, la mise en scène unique de Vilar, la musique de Maurice Jarre, qui a orchestré tant de films à Hollywood… »

Philippe Avron poursuit sa carrière théâtrale, dirigé par les plus grands metteurs en scène (André Barsacq, Peter Brook, Benno Besson, Roger Planchon…). Il interprète quelques personnages majeurs du répertoire : Hamlet, Sganarelle puis Don Juan, entre autres.

### Spectacles comiques, films et téléfilms
À partir de 1960, il travaille en duo avec Claude Evrard — élève, comme lui, de Jacques Lecoq — avec qui il va écrire nombre de sketches humoristiques qu’ils interprètent dans différents cabarets parisiens de la rive gauche : La Colombe (le cabaret de Michel Valette, où ils débutent), L’Écluse, La Galerie 55, Milord l'Arsouille, etc. Ils vont connaître un grand succès dans les années 1970-1975, avec des passages à Bobino, à l'Olympia, etc., et sur le petit écran (Quentin Durward).
Philippe Avron tourne au cinéma dans Fifi la plume d’Albert Lamorisse, dans Les Fêtes galantes de René Clair et dans Bye Bye Barbara de Michel Deville.
En 1980, il entreprend parallèlement une carrière « en solo » avec Pierrot d'Asnières ; carrière qui lui vaudra de nombreuses récompenses, dont, à deux reprises, le Molière du meilleur one man show avec Je suis un saumon, en 1999, et Le Fantôme de Shakespeare, en 2002. Depuis 1980 se sont succédé Avron Big Bang, Dom Juan 2000, La Nuit de l'an 2000 (où il retrouve ses complices Claude Evrard et Marianne Sergent), Ma cour d'honneur, Rire fragile, Mon ami Roger et, en 2010, Montaigne, Shakespeare, mon père et moi.
Il joue non seulement en France, notamment, à plusieurs reprises, à Avignon, tant dans le cadre du festival « in » que dans le « off », mais aussi dans toute l'Europe, aux États-Unis, au Canada, en Afrique.
Durant le festival d'Avignon 2010, Philippe Avron doit interrompre les représentations du spectacle Montaigne, Shakespeare, mon père et moi !, prévues jusqu'au 29 juillet, pour être hospitalisé d'urgence à Suresnes, où il meurt le 31 juillet d'un cancer du foie foudroyant,.
Il repose à Hardivillers-en-Vexin, dans l'Oise.

### Décoration
- 2000 : Chevalier de la Légion d'honneur[15]

## Publications
- Romans pour adolescents, coll. « Signe de piste »[16]
  - Patrouille ardente, 1952 (réédition en 2003)
  - Le Coup d’envoi, 1955 (réédition en 1977)[17]
  - La Fringante, 1960[18]
- Autre
  - Ma cour d’honneur, Les Belles lettres, 1995
  - Mon ami Roger, Actes sud papiers, 2008

## Filmographie

### Télévision
- 1958 : La Belle Équipe, de Jacques Lecoq réalisation Ange Casta
- 1960 : Cyrano de Bergerac
- 1961 : Loin de Rueil : Le premier voyageur indien
- 1965 : Le Théâtre de la jeunesse : Sans-souci ou Le Chef-d'œuvre de Vaucanson d'Albert Husson, réalisation Jean-Pierre Decourt : François
- 1966 : La Chasse au météore d'après le livre éponyme de Jules Verne, réalisé par Roger Iglesis, rôle de Zéphyrin Xirdal
- 1971 : Quentin Durward de Gilles Grangier : Bertrand
- 1977 : Pierrot la chanson (série) : Pierrot

### Cinéma

#### Longs métrages
- 1964 : De l'amour de Jean Aurel : Serge
- 1965 : Fifi la plume d’Albert Lamorisse : Fifi[19],[20]
- 1965 : Les Fêtes galantes de René Clair : Thomas
- 1966 : Un idiot à Paris de Serge Korber : Flutiaux
- 1969 : Bye bye, Barbara de Michel Deville : Jerôme Thomas
- 1969 : Les Oiseaux, les Orphelins et les Fous de Juraj Jakubisko : Andrej
- 1981 : La Chanson du mal-aimé
- 1981 : La Revanche : Alexandre Degueldre
- 1986 : Paulette, la pauvre petite milliardaire : Le directeur de l'asile

#### Courts métrages
- 1963 : Ève sans trêve de Serge Korber (+ scénario)
- 1963 : La Rentrée de Serge Korber
- 1964 : Altitude 8625 de Serge Korber (+ scénario)
- 1967 : Le Violon de Crémone de Jacques Kupissonoff : Récitant[21]
- 1967 : Des terrils et des Turcs de Jean-Michel Barjol : Récitant[21]
- 1968 : Jadis et Naguère de Alain Magrou : Récitant[21]
- 1968 : Gillray d'Alain Magrou : Récitant[21]

## Théâtre
- 1956 : L'Avare de Molière, mise en scène Jean Vilar, TNP
- 1960-1964 : comédien chez Jean Vilar (Les Rustres, L’Alcade de Zalaméa, L’Avare…)
- 1960 : Antigone de Sophocle, mise en scène Jean Vilar, TNP festival d'Avignon
- 1961 : L'Alcade de Zalamea de Pedro Calderón de la Barca, mise en scène Georges Riquier et Jean Vilar, TNP festival d'Avignon
- 1961 : Les Rustres de Carlo Goldoni, mise en scène Roger Mollien et Jean Vilar, TNP festival d'Avignon
- 1961 : La Paix d'après Aristophane, mise en scène Jean Vilar, TNP Théâtre national de Chaillot
- 1962 : L'Avare de Molière, mise en scène Jean Vilar, TNP Théâtre de Chaillot, festival d'Avignon
- 1962 : La guerre de Troie n'aura pas lieu de Jean Giraudoux, mise en scène Jean Vilar, TNP festival d'Avignon
- 1962 : Les Rustres de Carlo Goldoni, mise en scène Roger Mollien et Jean Vilar, TNP festival d'Avignon
- 1963 : Lumières de bohème de Ramón María del Valle-Inclán, mise en scène Georges Wilson, TNP Théâtre national de Chaillot
- 1963 : L'Avare de Molière, mise en scène Jean Vilar, TNP festival d'Avignon
- 1963 : La guerre de Troie n'aura pas lieu de Jean Giraudoux, mise en scène Jean Vilar, TNP festival d'Avignon
- 1966 : L'Idiot d'après Dostoïevski, adaptation et mise en scène André Barsacq, Théâtre de l'Atelier Prix du Syndicat de la critique : meilleur comédien.
- 1967 : Le Triomphe de la sensibilité de Goethe, mise en scène Jorge Lavelli, festival d'Avignon
- 1967 : La Promesse d'Alexeï Arbouzov, mise en scène Michel Fagadau, Théâtre de la Gaîté-Montparnasse
- 1968 : The Tempest de William Shakespeare, mise en scène Peter Brook, RST, Aldwych Theatre, Londres
- 1970-1975 : Avron-Evrard au Théâtre Gramont, à Avignon, à Bobino, à l’Olympia, à la télévision ; tournée en Europe. Philippe Avron donne des cours chez Jacques Lecoq et monte avec Evrard une équipe de recherche théâtrale.
- 1970 : Pourquoi t'as fait ça ? de Philippe Avron et Claude Evrard, Théâtre Gramont
- 1971 : Philippe Avron et Claude Evrard, festival d'Avignon
- 1972 : Pourquoi t'as fait ça ? de Philippe Avron et Claude Evrard, Théâtre des Célestins
- 1972 : Philippe Avron et Claude Evrard, festival d'Avignon
- 1972 : Tu connais la musique ? de Robert Abirached, mise en scène Dominique Houdart, Dijon
- 1973 : Tu connais la musique ? de Robert Abirached, mise en scène Dominique Houdart, Théâtre de Nice, Comédie de Saint-Étienne, Théâtre national de l'Odéon
- 1973 : Philippe Avron et Claude Evrard invitent… Marc Ogeret, festival d'Avignon
- 1973 : Les Oublieux, Monoquinte… Plus X de Robert Abirached et Serge Ganzl, festival d'Avignon
- 1975 : Androclès et le Lion de George Bernard Shaw, mise en scène Guy Rétoré, Théâtre de l'Est parisien
- 1975 : Avron-Evrard, festival d'Avignon
- 1977 : La Tragique Histoire d'Hamlet, prince de Danemark de William Shakespeare, mise en scène Benno Besson, festival d'Avignon, T.E.P.
- 1978 : Le Cercle de craie caucasien de Bertolt Brecht, mise en scène Benno Besson, festival d'Avignon
- 1979 : Pierrot d'Asnières de Philippe Avron, festival d'Avignon
- 1980 : Dom Juan de Molière, mise en scène Roger Planchon, TNP Villeurbanne, Théâtre national de l'Odéon
- 1980 : « Pierrot d’Asnières », one man show. festival d'Avignon, Théâtre Montparnasse ; tournée en Europe
- 1981 : Pierrot d'Asnières de Philippe Avron, Petit Montparnasse
- 1983-1987 : « Avron Big Bang », one man show. festival d'Avignon, La Parcheminerie à Rennes, Palais des Glaces ; tournées en France, Belgique, Suisse, New York, Washington, Houston, Afrique de l’Est… spectacle tourné par FR3 Prix des journalistes universitaires.
- 1983 : Avron Big Bang, festival d'Avignon
- 1986 : Le Dragon d'Evgueni Schwarz, mise en scène Benno Besson, Théâtre de la Ville
- 1987 : Dom Juan de Molière. Rôle de Dom Juan, mise en scène Benno Besson. Comédie de Genève, Maison des arts et de la culture de Créteil
- 1988 : Dom Juan 2000, one man show. Créé à l’Atelier Ã St-Anne à Bruxelles ; tournées en France, en Europe, Afrique de l'Est
- 1988 : Dom Juan 2000 de Philippe Avron, mise en scène Ophélia Avron, festival d'Avignon
- 1989 : Dom Juan 2000 de Philippe Avron, mise en scène Ophélia Avron, festival de Gordes
- 1991-1992 : La Nuit de l'an 2000. Texte de Philippe Avron avec Claude Evrard et Marianne Sergent. Centre national de création d'Orléans, tournée en France, T.E.P.
- 1993 : Avron-Evrard en liberté. festival d'Avignon
- 1994 : Ma cour d’honneur, Maison Jean Vilar, festival d'Avignon
- 1996 : Ma cour d’honneur, Espace Acteur, Paris
- 1996 : Ma cour d’honneur, 50e anniversaire du festival d'Avignon, à l’hôtel de Rochegude Prix spécial théâtre de la S.A.C.D.
- 1997 : Ma cour d’honneur ; tournées en France, Belgique, Canada (Ottawa)
- 1998 : Je suis un saumon, texte et jeu de Philippe Avron ; tournées en France, Belgique (Bruxelles), festival d’Avignon.
- 1999, janvier-juin : Je suis un saumon ; texte et jeu de Philippe Avron, Théâtre Rive-Gauche Molières 1999 : meilleur one man show ou spectacle de sketches.
- 1999, octobre : tournées aux États-Unis (New-York), au Canada (Montréal) et en Belgique
- 2000 : tournées en France
- 2001, avril-mai : Montréal et Québec
- 2002, janvier-juin : Théâtre Le Ranelagh Le Fantôme de Shakespeare ; automne : tournées en France Molières 2002 : meilleur one man show ou spectacle de sketches.
- 2003 : Tournées en France. Automne : Le Fantôme de Shakespeare, en tournée à Montréal et Québec
- 2004 janvier : Rire fragile. Texte et jeu de Philippe Avron, création au Théâtre de la Vie à Bruxelles. Janvier à juin : tournées Le Fantôme de Shakespeare. Juillet : Rire fragile. Avignon, Théâtre du Chêne Noir. Du 15 septembre au 2 janvier 2005 : au Théâtre du Ranelagh. Du 21 décembre au 2 janvier 2005 : La Trilogie Je suis un saumon, Le Fantôme de Shakespeare, Rire Fragile
- 2005, janvier à juin : tournées Le Fantôme de Shakespeare et la Trilogie. Automne : tournées La trilogie
- 2008 : Mon ami Roger. Texte et jeu de Philippe Avron, mise en scène Ophélia Avron. Avril : La Trilogie à Montréal et Québec
- 2010 : Montaigne, Shakespeare, Mon père et moi, Théâtre des Halles Avignon